# Octachlorodimolybdate de potassium
L’octachlorodimolybdate de potassium est un composé chimique de formule K4Mo2Cl8. Il s'agit d'un sel solide cristallisé de couleur rouge formé des cations potassium K+ et des anions octachlorodimolybdate(II) [Mo2Cl8]4−.
Ce sel est généralement obtenu sous forme dihydrate K4Cl8Mo2·2H2O, l'anion étant l'une des premières espèces chimiques dans laquelle une quadruple liaison a été caractérisée.
On prépare ce composé en deux étapes à partir de l'hexacarbonyle de molybdène Mo(CO)6 :
1. 2 Mo(CO)6 + 4 CH3COOH → Mo2(OOC–CH3)4 + 2 H2 + 12 CO,
2. Mo2(OOC–CH3)4 + 4 HCl + 4 KCl → K4Mo2Cl8 + 4 CH3COOH.

La réaction de l'acide acétique CH3COOH puis du chlorure d'hydrogène HCl sur l'hexacarbonyle de molybdène Mo(CO)6 avait initialement été décrite comme donnant des composés trimolybdène, mais des analyses cristallographiques ultérieures ont montré que les produits contiennent l'anion octachlorodimolybdate(II) [Cl8Mo2]4− avec une symétrie D4h.
La longueur de la quadruple liaison Mo–Mo est de 214 pm.